# Quacchio
Quacchio è un quartiere di Ferrara nella Circoscrizione 4. Si trova a est del centro storico, immediatamente all'esterno delle mura cittadine, e delimitato a sud dalla riva sinistra dal Po di Volano.  

## Storia
Il toponimo deriva da aquatio, ovvero terreno paludoso, acquitrinoso (etimologia dubbia), ed in passato era conosciuto come Borgo della Pioppa. Si hanno notizie del borgo sin dal 108 a.C., anno in cui avvenne la rotta del Po in questa zona della città (unica fonte storiografica è forse il tedesco Philipp Cluevier in Italia Antiqua, 1624). Durante i lavori di scavo nell'alveo del Po di Volano nel 1896 furono rinvenuti dei reperti archeologici, in particolare un cenotafio con iscrizioni romane ed alcuni mosaici presso il giardino di villa Pasetti, ritrovamenti che tendono a confermare l'esistenza di un insediamento in questo borgo già agli inizi del II secolo, in epoca romana, con la presenza di almeno un edificio con carattere monumentale o funebre.
In origine il borgo era costruito a ridosso delle mura cittadine, nel quadrante sud-est, cioè il tratto di mura che racchiudono alla parte più antica del centro storico, antecedente alle addizioni urbanistiche estensi.  Nella seconda metà del quindicesimo secolo, con gli interventi urbanistici e i lavori di ammodernamento delle difese murarie, per ordine di Borso d'Este fu abbattuta la parte del quartiere più adiacente alle mura, per creare una fascia di alcune centinaia di metri libera per i tiri di artiglieria; le mura stesse vennero circondate da un ampio fossato e dotate di baluardi e strutture aggiuntive.
Durante i secoli il sobborgo di Quacchio ha subìto diverse opere di bonifica dei terreni sino ad essere totalmente inglobato nella città moderna, in particolare durante il maggiore sviluppo edilizio avvenuto negli anni sessanta. Il quartiere è collegato al borgo San Giorgio tramite la via Colombarola, strada tracciata intorno al 1890, e confina a nord con il moderno quartiere del villaggio residenziale Estense e include la zona di via Pomposa, una strada tracciata durante il ventennio fascista.

## Monumenti e luoghi d'interesse
A Quacchio sorge la chiesa parrocchiale dedicata a San Giovanni Evangelista, risalente al 1278; i bombardamenti del 1944 distrussero totalmente l'edificio, che venne poi ricostruito in stile moderno nel 1963 ad opera dell'architetto Orlando Veronese..
Poco distante, lungo la via Pontegradella, sorge il cinquecentesco palazzo Tassoni a Casalecchio, nei pressi di Pontegradella. La località confinava con il distrutto convento di Santo Stefano, che si trovava nelle vicinanze del borgo di Focomorto, luogo nel quale Beatrice II d'Este prese i voti. L'edificio, conosciuto anche come villa delle Statue, è circondato da una muraglia sormontata da statue barocche ed è utilizzato da privati. Di interesse storico risultano anche le ex scuole elementari, costruite fra il 1910 e il 1914 dall'ingegnere del comune Giacomo Duprà.

## Territorio e viabilità
Il quartiere di Quacchio nel corso degli anni sessanta è stato sempre più integrato nel tessuto urbano cittadino e col vicino borgo San Giorgio. I confini sono costituiti ad ovest dalle mura cittadine, a sud dal Po di Volano, ad est da Focomorto e a nord dal villaggio residenziale Estense e aree circostanti, e a nord-est da Pontegradella.
A Quacchio avevano sede fino al 2014 gli uffici della Circoscrizione 4, nella palazzina delle ex scuole elementari, poi occupata dalla farmacia comunale. È presente un monumento alla memoria dei marinai caduti in mare, situato in posizione prospiciente alle mura cittadine proprio all'inizio della via Pomposa (la quale prosegue fino al mare ed è anche è detta strada del mare). 
La viabilità stradale principale è formata da un tratto della strada di circonvallazione della città (via Caldirolo) che costituisce anche il limite ovest del quartiere; dalla via Pomposa, un viale rettilineo che percorre il territorio in senso est-ovest; all'interno del borgo assumono importanza la via Briosi, che attraversa il quartiere in senso est-ovest, via del Naviglio che forma un breve asse nord-sud, e il moderno viale Olanda, dotato di portici e negozi, sorto alle spalle della chiesa parrocchiale. Centro del quartiere può essere considerato Piazzale Palestina, dove è presente la chiesa principale intitolata a San Giovanni Evangelista e dove aveva sede anche l'ufficio postale.  
Il trasporto pubblico è garantito dagli autobus urbani della linea 2, il cui capolinea è in viale Olanda, e della linea 9. Il servizio è gestito da Tper.